# Ист Бруклин (Илиноис)
Ист Бруклин (енгл. East Brooklyn) град је у америчкој савезној држави Илиноис.

## Демографија
По попису из 2010. године број становника је 106, што је 17 (-13,8%) становника мање него 2000. године.
| Група             | 2000.       | 2010.       |
| Белци             | 117 (95,1%) | 102 (96,2%) |
| Афроамериканци    | 0 (0,0%)    | 0 (0,0%)    |
| Азијати           | 1 (0,8%)    | 0 (0,0%)    |
| Хиспаноамериканци | 3 (2,4%)    | 4 (3,8%)    |
| Укупно            | 123         | 106         |